# البياضية بالناظر
قرية البياضية بالناظر هي إحدى القرى التابعة لمركز المنشأة بمحافظة سوهاج في جمهورية مصر العربية. حسب إحصاءات سنة 2006، بلغ إجمالي السكان في البياضية بالناظر 11442 نسمة، منهم 6241 رجل و5201 امرأة.